# Insekticid
 Der er for få eller ingen kildehenvisninger i denne artikel, hvilket er et problem. Du kan hjælpe ved at angive troværdige kilder til de påstande, som fremføres i artiklen.

Insekticid (latin: insectus, egl. "indskåret" + -cid = "dræbende") eller insektmiddel er gift til bekæmpelse af insekter. Insekticider omfatter også gift mod æg og larver. Det anvendes typisk på fødevarer, landbrugsafgrøder, prydplanter og gavntømmer.
Passende hygiejne, brug af resistente plantesorter eller gammelkendt viden om insekternes naturlige fjender og deres foretrukne nicher kombineret med højteknologi kan dog nedsætte forbruget af disse midler.
Problemet er, at midlerne – foruden at være insektdræbende – også har virkninger på husdyr og mennesker. I mange tilfælde er den akutte giftvirkning temmelig kraftig (se LD50), så der kræves anvendelse af personlige værnemidler. Det forhindrer ikke, at midlerne desuden kan fremkalde meget kraftige langstidsvirkninger i form af arvelige forandringer (mutationer), overfølsomhedsreaktioner (allergier) eller kræft.
Desværre viser langtidsvirkninger sig af gode grunde først efter mange år, og virkningerne af nedbrydningsprodukterne kan være forsinket i endnu nogle år. Dertil kommer, at det ofte kræver undersøgelse af en hel del tilfælde, før man bliver klar over, at det er nedbrydningsprodukter, der er skadevolderne.
For om muligt at begrænse bi-sygdommen CCD har EU i april 2013 indført et to-årigt forbud mod tre  neonicotinoider (clothianidin, imidacloprid og thiametoxam), der er nogle meget anvendte og meget toxiske insekticider.  Neonikotinoiderne er netop fremstillet som neurotoxiner så de virker ikke blot på skadedyr men også på nyttige insekter som honningbier og humlebier. Det er i 2015 rapporteret at neonikotinoiderne i koncentrationer, som forekommer i sprøjtede områder, nedsætter humlebiers hjernefunktion, nedsætter formeringen og sænker kolonistørrelsen.
Insekticidgrupper:
- Klorerede kulbrinter; adskillige er nu forbudt på grund af deres økologiske persistens:
  - Aldrin
  - Dieldrin
  - DDT
  - Lindan
- Organofosfor-forbindelser; (svarer kemisk nervegasser)
  - Diazinon
  - Malathion
- Udviklet fra naturlige plantetoksiner eller analoge forbindelser:
  - Derris (rotenon)
  - Neonikotinoider
  - Pyrethrum
  - Pyrethroider

- Andre:
  - Cypermethrin